# シンプソン・パフォーマンス・プロダクツ

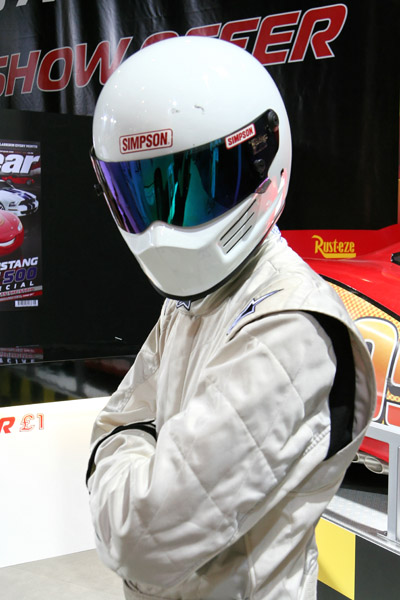
シンプソンのヘルメットとアルパインスターズのレーシングスーツを着用したザ・スティグ

シンプソン・パフォーマンス・プロダクツ (Simpson Performance Products) は、アメリカ合衆国のモータースポーツ関連用品を開発販売する企業である。
オートバイ用ヘルメットや防炎加工を施したレーシングスーツ、四輪モータースポーツ用のHANSデバイス等を市販している。